# Elysian Fields

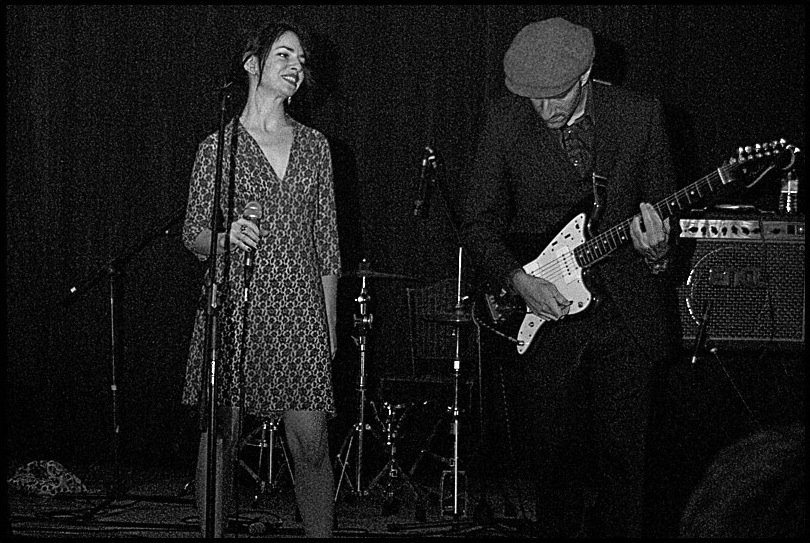
Elysian Fields

Elysian Fields is een Amerikaanse rockgroep opgericht in 1995 in New York door Jennifer Charles (zangeres) en Oren Bloedow (gitarist). In thuisland de Verenigde Staten geniet de band slechts succes in de underground-scene, in Europa zijn ze veel bekender.

## Biografie
Oren Bloedow en Jennifer Charles leerden elkaar kennen in New York in 1990. Tijdens een bezoek aan de Champs Élysées in Parijs (1995) ontmoeten ze elkaar weer en besluiten ze een band op te richten met de naam Elysian Fields, naar het deel van de onderwereld uit de Griekse mythologie waar de gezegenden na de dood verder leefden.
Elysian Fields bracht hun eerste ep uit in 1995, die opgevolgd werd met een volledig album genaamd Bleed Your Cedar uit 2000. Hun eerste plaat werd nooit uitgebracht. Ondanks de suggesties van hun platenmaatschappij wilde Charles en Bloedow er geen commerciële plaat van maken, hetgeen leidde tot een breuk met Radioactive/Universal Recordings, die de plaat achterhield.
In juni 2003 bracht de band Dreams That Breathe Your Name uit in Frankrijk en de Benelux, gevolgd door een Amerikaanse release in 2004. Elysian Fields'  album Bum Raps and Love Taps werd uitgebracht in Europa in de lente van 2005. Het album is opgedragen aan Jennifer Charles' grootmoeder, voor wie de titelsong is geschreven. Een ander lied op het album, Duel with Cudgeles ontleent zijn titel aan een schilderij van Francisco Goya.
Naast verscheidene compilaties bracht het duo ook een album met sefardische muziek uit onder de bandnaam La Mar Enfortuna op het platenlabel van John Zorn. Jennifer Charles zingt zowel in het Ladino als in het Arabisch. De muziek van Elysian Field wordt zowel gebruikt in Amerikaanse als buitenlandse films en ook in televisieseries, waaronder Charmed en Smallville.

## Discografie

### Bum Raps and Love Taps (2005)
- Lions in the Storm
- Set the Grass on Fire
- Sharpening Skills
- Duel With Cudgels
- Lame Lady of the Highways
- When
- Out to Sea
- Bum Raps and Love Taps
- We're in Love

### Dreams That Breathe Your Name (2003)
- Stop the Sun
- Shooting Stars
- Shrinking Heads In The Sunset
- Baby Get Lost
- Timing Is Everything
- Scratch
- Drunk On Dark Sublime
- Never Mind That Now
- Live For The Touch
- Narcosmicoma
- Passing On The Stairs

### Queen of the Meadow (2000)
- Black Acres
- Bayonne
- Bend Your Mind
- Tides of the Moon
- Hearts Are Open Graves
- Rope Of Weeds
- Dream Within a Dream (Lyrics door Edgar Allan Poe)
- Barely Recognize You
- Fright Night
- Queen of the Meadow
- Cities Will Fall

### Bleed Your Cedar (1996)
- Lady in the Lake
- Jack in the Box
- Off or Out
- Fountains on Fire
- Anything You Like
- Star
- Parachute
- Sugar Plum Arches
- Rolling
- Gracie Lyons
- Mermaid

### EP (1995)
- Star
- Diamonds All Day
- Move Me
- Get Rich